# جوليس س. شتاين
جوليس س. شتاين (بالإنجليزية: Jules C. Stein)‏ هو وكيل مواهب وطبيب أمريكي، ولد في 26 أبريل 1896 في ساوث بند في الولايات المتحدة، وتوفي في 29 أبريل 1981 في لوس أنجلوس في الولايات المتحدة بسبب مرض.

## وصلات خارجية
- جوليس س. شتاين على موقع IMDb (الإنجليزية)
- جوليس س. شتاين على موقع الموسوعة البريطانية (الإنجليزية)
- جوليس س. شتاين على موقع إن إن دي بي (الإنجليزية)